# Farahnaz Pahlavi

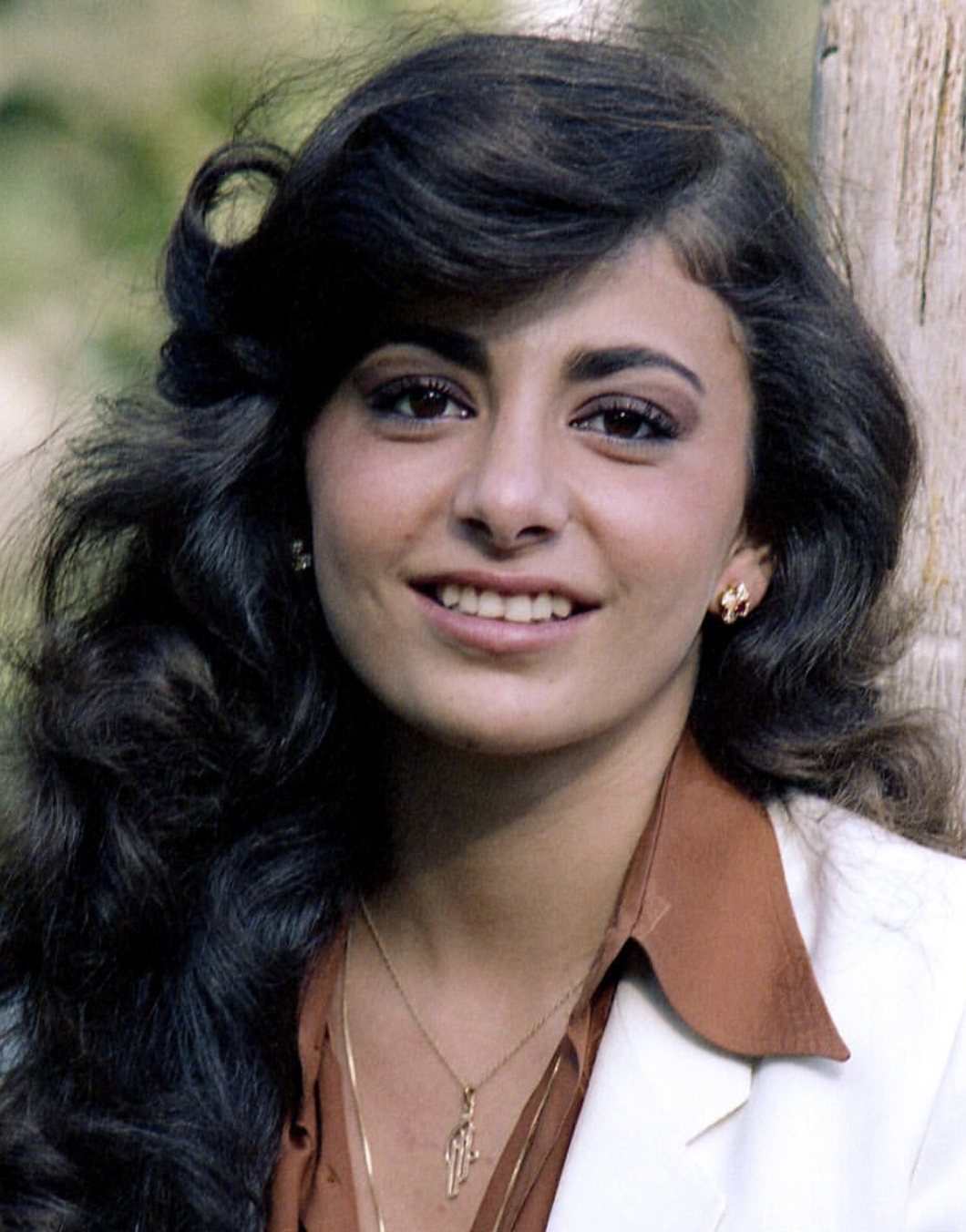
Farahnaz Pahlavi, 1980

Farahnaz Pahlavi (* 12. März 1963 in Teheran, persisch فرحناز پهلوی) ist eine ehemalige iranische Prinzessin und Mitglied der Pahlavi-Dynastie.

## Leben und Werk
Pahlavi ist die älteste Tochter von Mohammad Reza Pahlavi und seiner dritten Frau Farah Pahlavi und wurde als Prinzessin Yasmin Farahnaz Pahlavi geboren. Die Titel und Privilegien der kaiserlichen Familie wurden durch ein Dekret der iranischen Regierung nach der Absetzung des Schahs im Jahr 1979 abgeschafft. Pahlavi besuchte von 1970 bis 1978 die Niavaran Special School in Teheran. Als ihre Familie infolge der von Ruhollah Khomeini angeführten islamischen Revolution ins Exil gezwungen wurde, besuchte sie bis 1980 die Ethel Walker School in Simsbury, Connecticut. Nach dem Tod ihres Vaters in Ägypten ließ sich die Familie 1980 in den Vereinigten Staaten nieder und sie besuchte von 1980 bis 1981 das Cairo American College in Kairo, Ägypten. Von 1982 bis 1984 studierte sie am Bennington College in Bennington, Vermont. 1986 erwarb sie einen  Bachelor of Arts in Sozialarbeit von der Columbia University in Manhattan und studierte anschließend Kinderpsychologie an der Schule für Sozialarbeit, wo sie 1990 einen Master-Abschluss erwarb.
2004 versuchte sie laut einem Artikel der Los Angeles Times eine Anstellung bei internationalen Hilfsorganisationen wie der UNICEF zu finden, wurde jedoch nach Aussagen ihrer Mutter wegen ihres Namens abgelehnt.
Sie hat sich vollkommen aus der Öffentlichkeit zurückgezogen und soll anonym in New York leben. Ob sie verheiratet ist und Kinder hat, ist auf der offiziellen Webseite der ehemaligen Kaiserin nicht erwähnt. Ihre Schwester Leila Pahlavi starb 2001 in London an einer Überdosis Schlaftabletten. 2011 nahm sich ihr Bruder Ali Reza Pahlavi mit 44 Jahren in Boston das Leben. Ihre Mutter Farah Pahlavi lebt heute abwechselnd in Frankreich und in den USA. Ihr älterer Bruder Reza Pahlavi lebt nach Aufenthalten in den USA sowie in Marokko und Ägypten seit 1984 erneut in den USA.

## Iranische Ehrenauszeichnungen
- 1967: Gedenkmedaille der Krönung von Mohammad Rezā Shāh Pahlavi
- 1971: Gedenkmedaille zur Feier des 2500. Jahrestages des iranischen Reiches